# قصر فليليلو تافراوت
قصر فليليلو تافراوت هو قصرٌ (قريةٌ محصنة) في المغرب، يقعُ في منطقة جهة درعة تافيلالت. تبلغ مساحته 0.44 هكتار.